# Sulaiman Yusoff
Mohamad Sulaiman Bin Mohamad Yusoff (ur. 14 lipca 1982) – singapurski zapaśnik walczący w stylu wolnym.
Srebrny medalista igrzysk Azji Południowo-Wschodniej w 2009. Zajął trzynaste miejsce na mistrzostwach Azji w 2009 roku.